# Szegázs
Szegázs románul: Săgagea település Romániában, Erdélyben, Fehér megyében.

## Fekvése
Aranyosbányától északra fekvő település.

## Története
Szegázs nevét 1835-ben említette először oklevél Szegadsa néven.
1909-ben Szegázsa, 1913-ban Szegázs néven írták, ekkor Felsőpodsága tartozéka volt. 1974-től Podsága község faluja.